# Neuropatia motora multifocal
Neuropatia Motora Multifocal (NMM) é uma doença do sistema nervoso caracterizada pelo enfraquecimento dos músculos periféricos. Muitas vezes é confundida com esclerose lateral amiotrófica (ELA) por possuir similaridade nos sintomas apresentados. É provável que a NMM seja autoimune.

## Sintomas
A MMN é caracterizada por fraqueza, atrofia muscular, e espasmos musculares.A queda do pulso ou do pé (levando à quedas) também são sintomas comuns.Os sintomas são progressivos, muitas vezes de forma gradual, mas, ao contrário da ELA, são muitas vezes tratáveis.
Os nervos sensoriais geralmente não são afetados.

## Tratamento
O tratamento mais usado para pacientes com Neuropatia Motora Multifocal consiste na administração de Imunoglobulina intravenosa, com cerca de 80% dos pacientes respondendo. Outros tratamentos também são considerados em caso de falta de resposta à Imunoglobulina intravenosa, ou devido ao seu alto custo.